# کارانیتسه
کارانیتسه (به چکی: Káranice) یک منطقهٔ مسکونی در جمهوری چک است که در ناحیه هرادتس کرالووه واقع شده‌است. کارانیتسه ۱۹۴ نفر جمعیت دارد.